# Honi jezik
Honi jezik (ISO 639-3: how; isto i baihong, hao-bai, haónǐ, haoni, ho, ouni, uni, woni), južnongwijski jezik iz južnog dijela kineske provincije Yunnan. Govori ga oko 140 000 ljudi (Bradley 2007).
Honi se prije klasificirao hanijskoj podskupini hao-bai [haob] unutar koje je bio jedini predstavnik. Njegov dijalekt baihong [how-bai], možda je poseban jezik.

## Vanjske poveznice
- Ethnologue (14th)  Arhivirana inačica izvorne stranice od 20. prosinca 2016. (Wayback Machine)
- Ethnologue (15th)  Arhivirana inačica izvorne stranice od 20. prosinca 2016. (Wayback Machine)